# Perunefer
Perunefer, Peru-nefer o Peru Nefer ("Buen Viaje") fue un puerto y la principal base naval establecida en el norte de Egipto durante la dinastía XVIII del Imperio Nuevo.
Aunque hasta fechas recientes su ubicación ha estado en discusión, para el egiptólogo Manfred Bietak y su equipo, Perunefer se identifica con la actual Tell el-Daba / Ezbet Helmy, apoyándose en las excavaciones que se realizaron en los alrededores de la zona donde se creía que estaba la base naval. Tell el-Daba fue la histórica capital de las dinastías hicsas en Egipto con el nombre de Avaris, durante el Segundo Periodo Intermedio.

## Historia
Parece que los muelles hubieran sido utilizados desde la dinastía XII a la Dinastía XIX. En su época de mayor esplendor, y principalmente potenciada como base naval por los faraones de la dinastía XVIII, Tutmosis III (r. 1479 - 1425 a. C.) y su hijo Amenhotep II (r. 1427 - 1401 a. C.), desempeñó un papel muy activo por su situación en el Delta oriental y su acceso al Mediterráneo. 
De acuerdo con la investigación de Labib Habachi, Perunefer se encontraba en Tell el-Daba y Qantir, que identificó con Avaris/Piramesse. Estas identificaciones fueron comprobadas por las excavaciones del Instituto Austriaco y del Museo Pelizaeus de Hildesheim. Se encontraron diferentes restos de la dinastía XVIII en el sitio, así como trabajos detallados de Tutmosis III y Amenhotep II en forma de pinturas. Estas pinturas se conocerían más tarde como las pinturas murales con estilo minoico. Junto a estos recientes descubrimientos, se hallaron dos grandes cuencas portuarias que podrían albergar cientos de naves. Jean-Philippe Goiran y Hervé Tronchère fueron los paleogeógrafos que hallaron las pruebas de los dos puertos. Especialistas en el estudio de puertos antiguos y con acceso a ellos a través de los canales. El primer puerto fue difícil de datar, pero los primeros indicios examinados apuntan a la época de Horemheb cuando creó un proyecto para construir una muralla que cubriera el acceso al canal. Esto demuestra que la dársena aún era visible en su reinado y debe ser anterior a él, pero el puerto también podría haber seguido en uso durante su reinado si la salida se utilizaba como canal de acceso.
El segundo puerto se encontraba justo al lado de un palacio hicso descubierto recientemente, probablemente perteneciente a Jyan, de la dinastía XV. Se halló en un lugar extraño de un canal del Nilo, que se creía que tenía un lago estacional. En la estela del rey Kamose, de la dinastía XVII, se menciona la destrucción de cientos de barcos en una gran cuenca, lo que nos lleva a pensar que nuestro segundo puerto de Perunefer estaría ubicado aquí.
Sin embargo, la importancia de Perunefer va un poco más allá de la dinastía XVIII. Los puertos seguían en uso durante la dinastía XIX, según el Papiro Anastasi III. Los palacios implicados y parte de la cerámica hallada se excavaron en torno a esta zona, y junto a ella se menciona a Tutmosis III y Amenhotep II. El lugar abarcaba 13 acres ubicándose allí dos palacios que tenían un encanto minoico, donde en su pintura mural se utilizaba mucho simbolismo relacionado con el toro y los acróbatas. También se descubrió que en Perunefer atracaban barcos keftiu, según el Papiro 10056 del British Museum.
En la Estela de Karnak, donde se menciona el botín obtenido de sus enemigos en Retenu, aparece el puerto de Perunefer:

Salida de Su Majestad desde Perunefer y prosiguiendo [...] hacia Menfis, llevando el botín que él se trajo consigo de la tierra de Retenu..."